# Iglesia colegiata de Tum
La iglesia colegiata de Santa María y San Alejo en Tum es una iglesia colegiata de estilo románico construida en granito durante los años 1140-1161 en Tum, en el voivodato de Łódź, en el centro de Polonia (a unos 3 km al este de la ciudad de Łęczyca).
La iglesia fue construida en estilo opus emplectum —muro compuesto de doble hoja labradas e interior de mampuestos— y tiene forma de basílica de tres naves con galerías, de torres gemelas en la fachada oeste y dos ábsides (oeste y este). Se añadieron torretas de ronda en el este durante la reconstrucción después de la Segunda Guerra Mundial. La iglesia se asemeja a la Catedral de Wawel fundada por Vladislao I Herman. Fue reconstruida en el siglo XV y a finales del siglo XVIII y se quemó en 1939; las obras de reconstrucción terminaron en 1954. El portal principal (norte) está esculpido y se remonta a la primera mitad del  siglo XII.
El crucifijo dentro de la iglesia fue diseñado en 1943 por Józef Gosławski.

## Galería de imágenes

Vistas exteriores
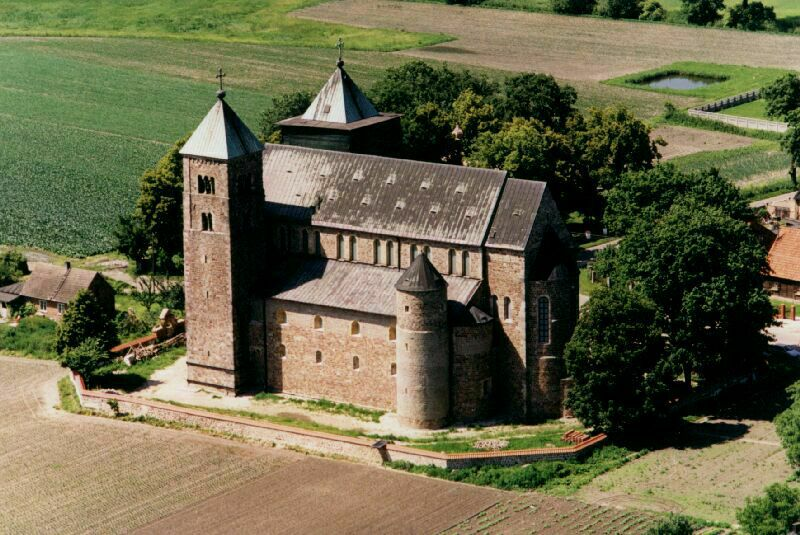
Vista general
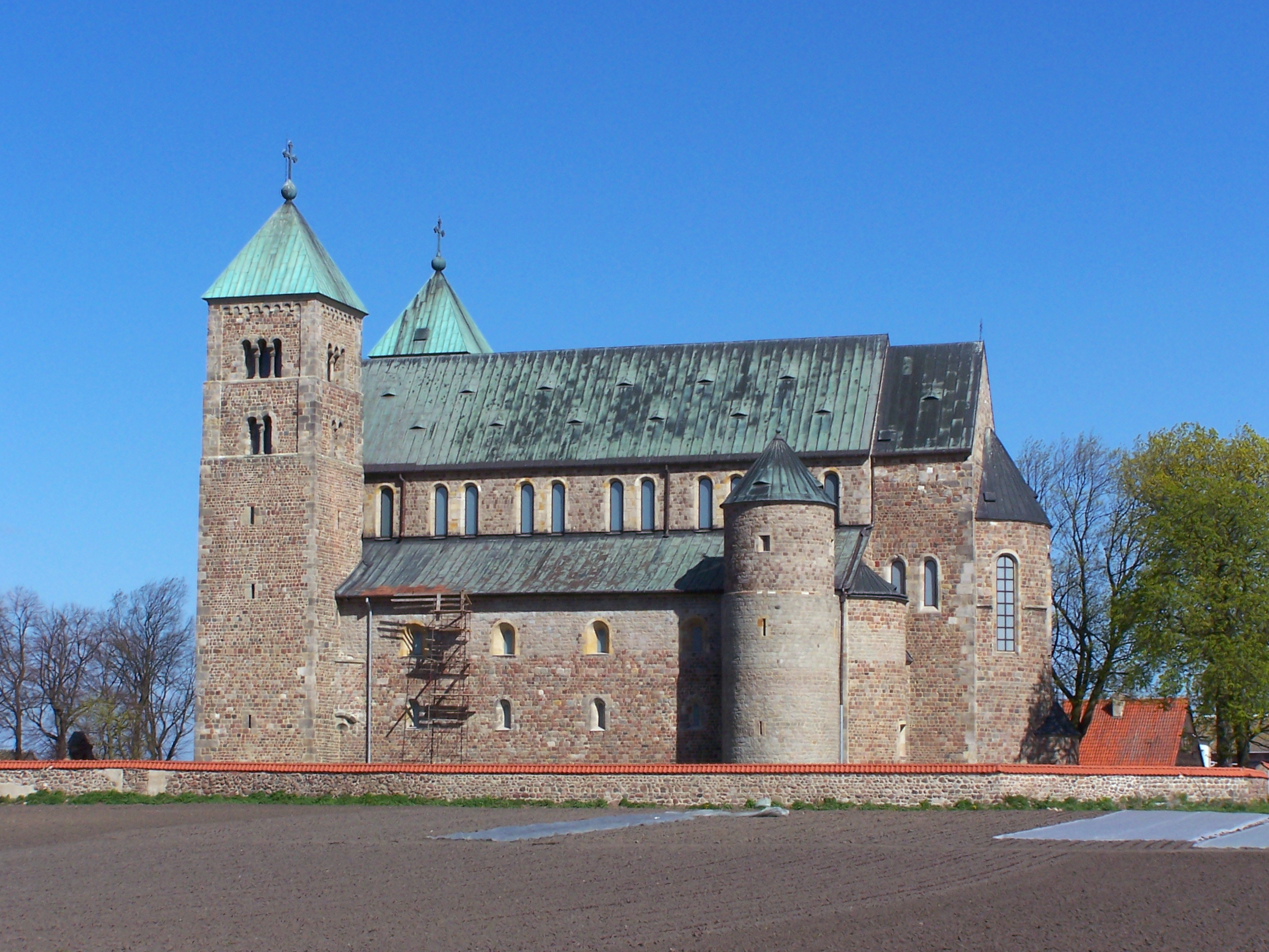
Lateral de la colegiata
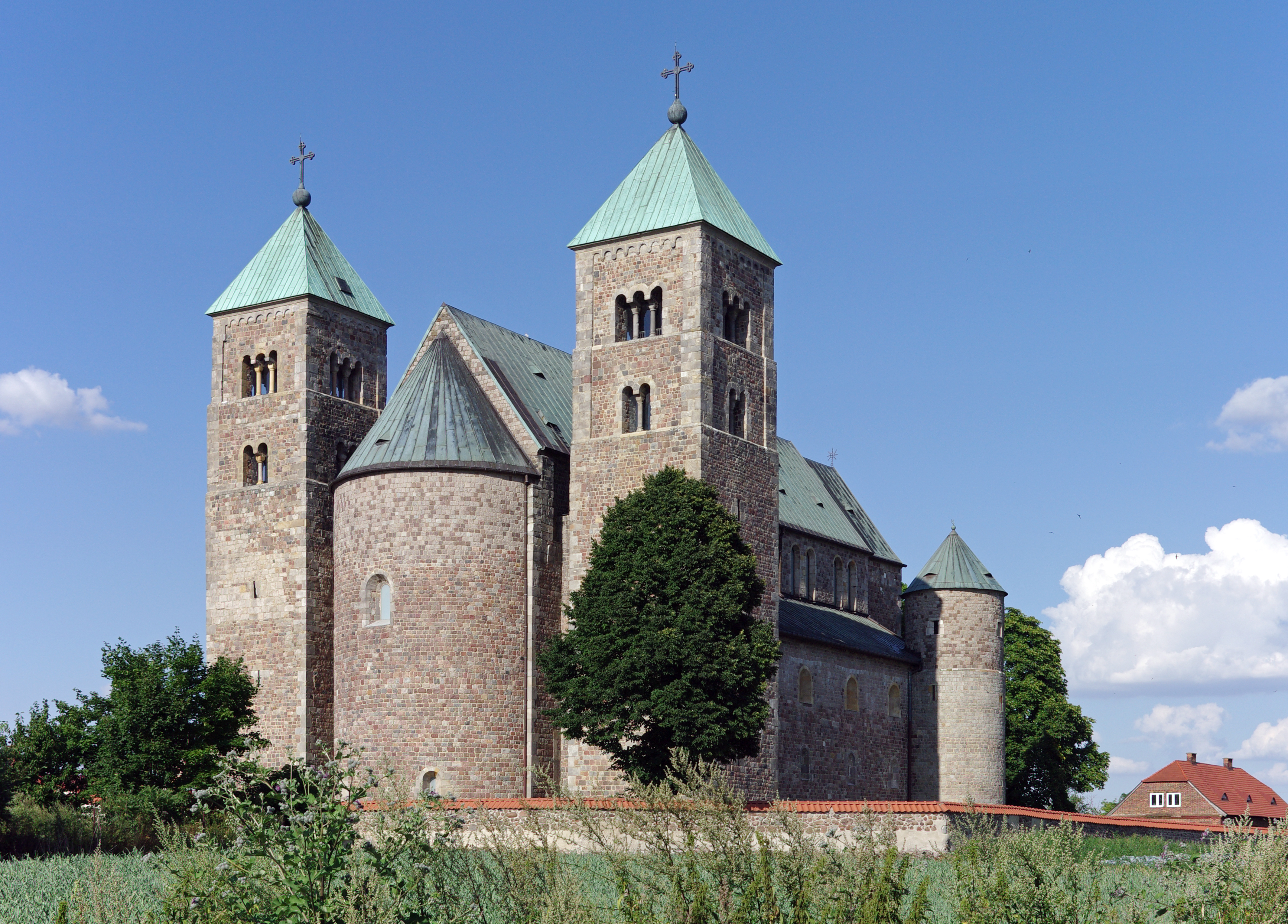
Ábside occidental
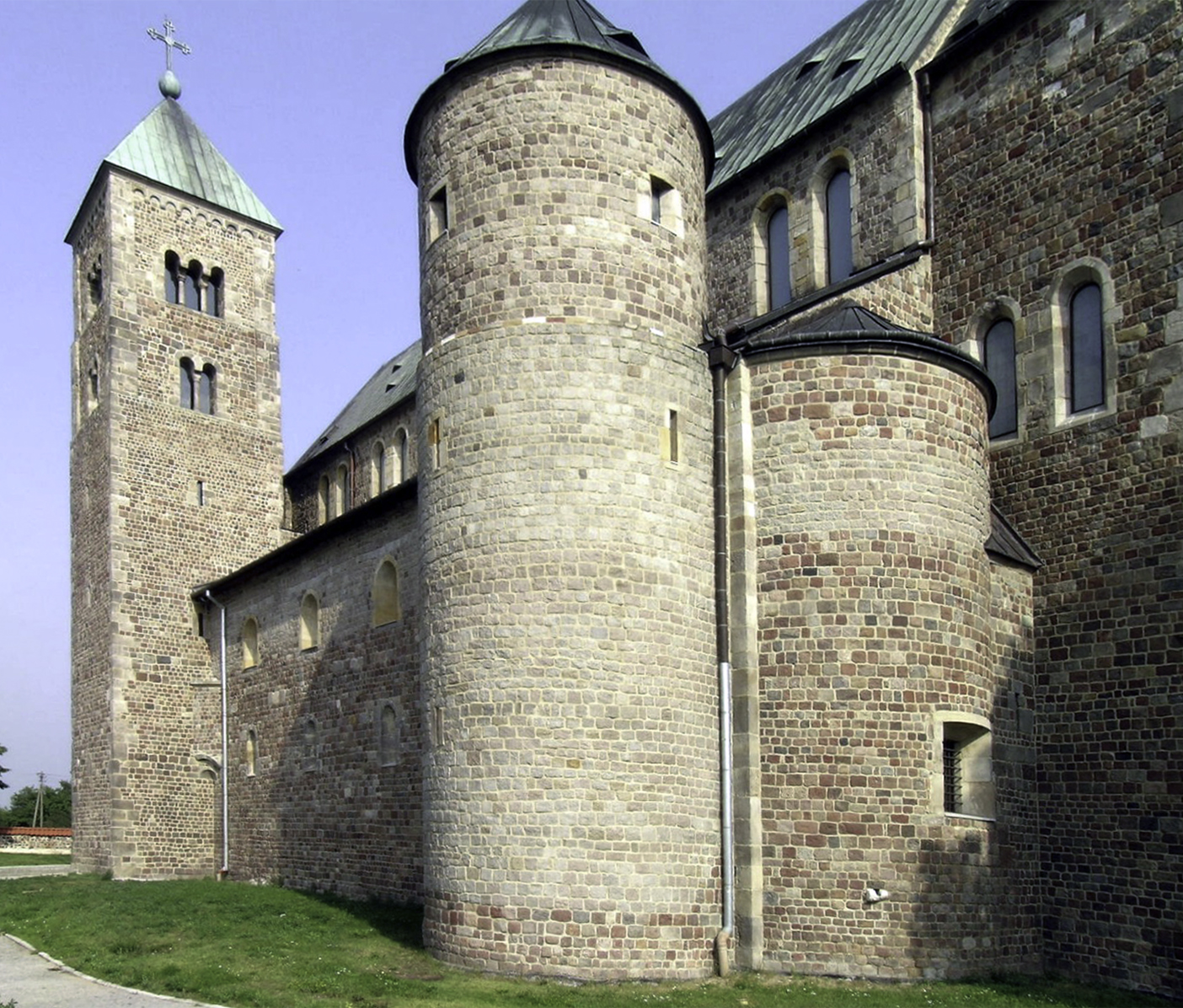
Vista del sudeste

Vistas interiores
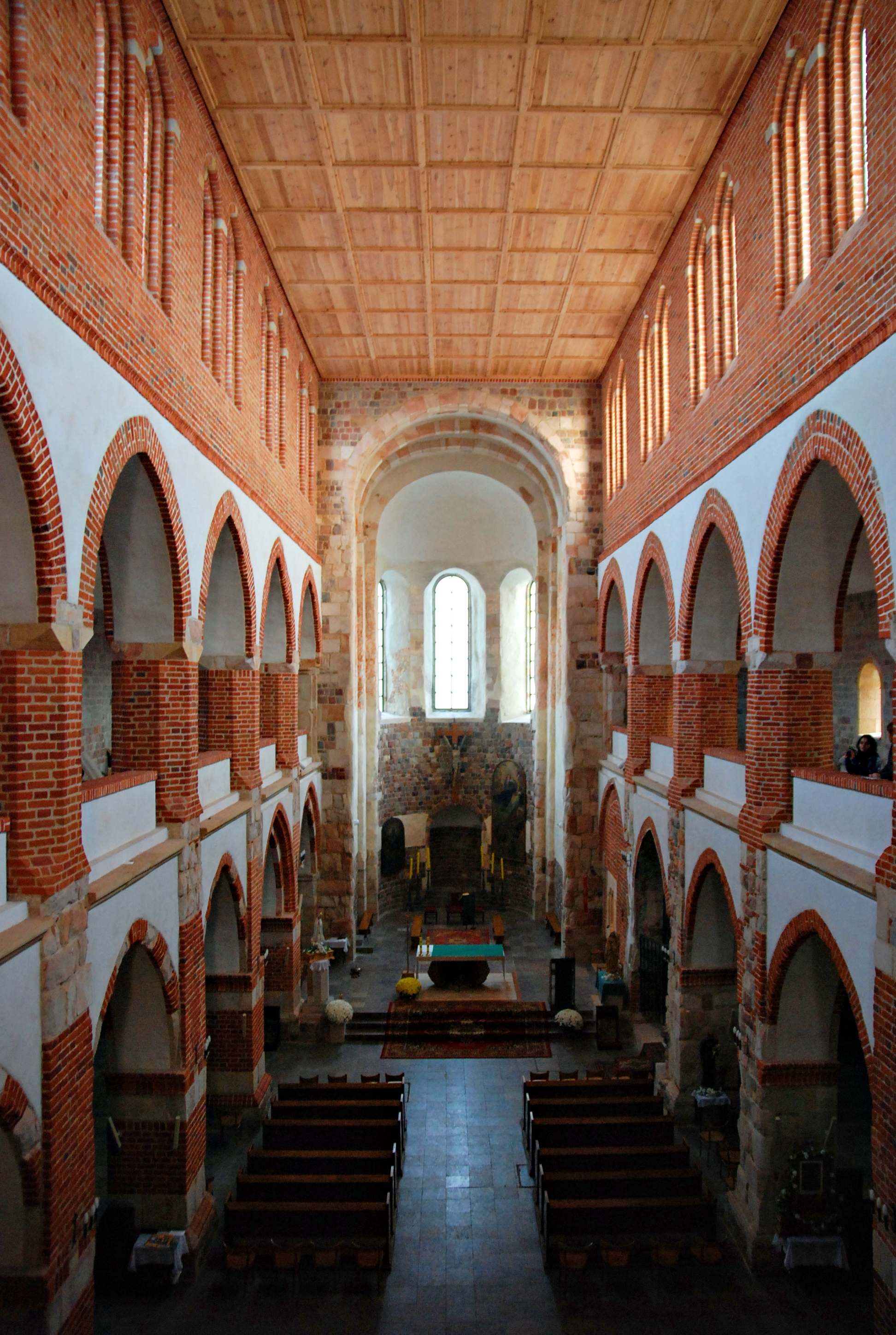
Presbiterio (desde el coro)
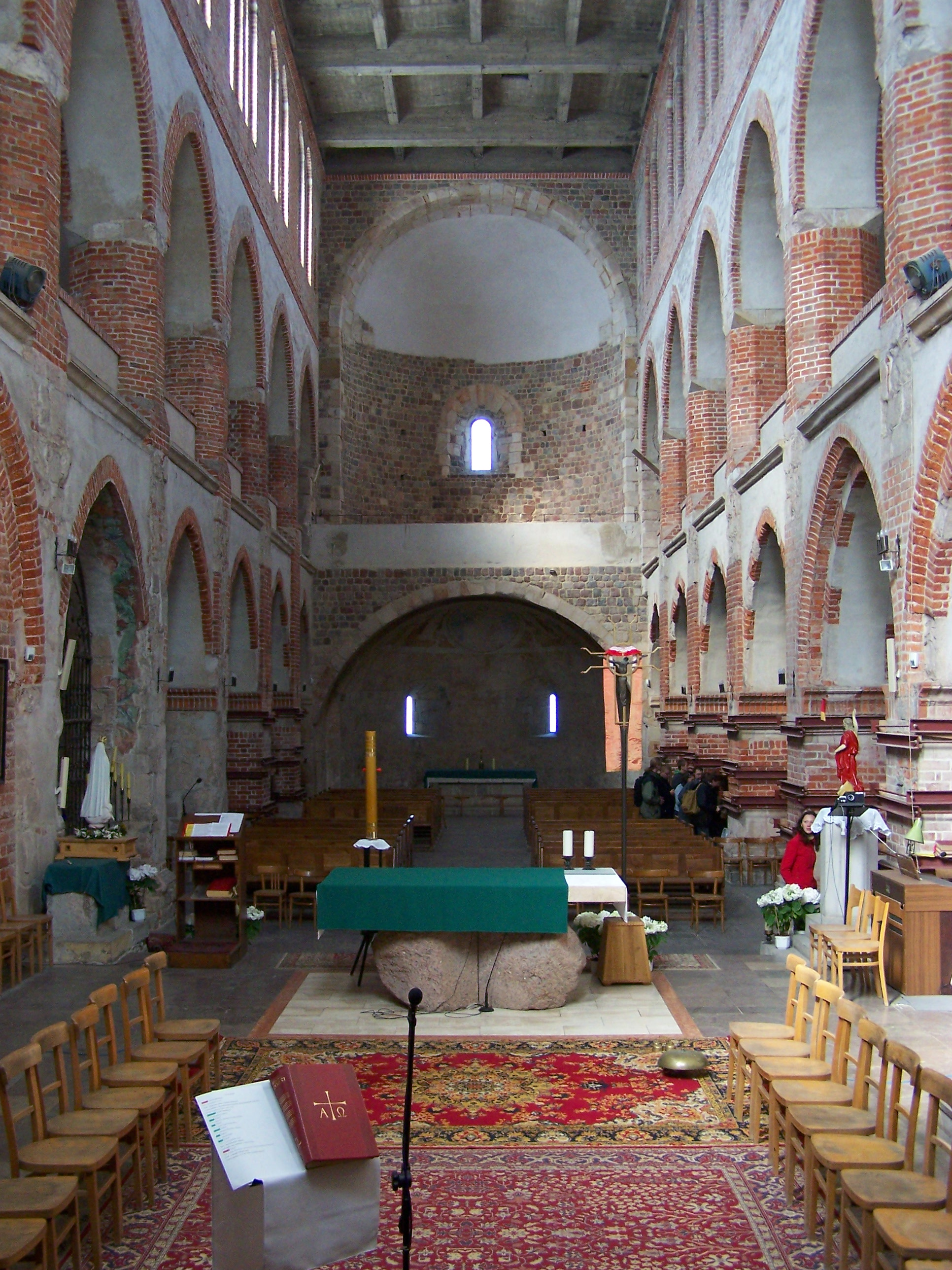
Ábside occidental (desde el presbiterio)
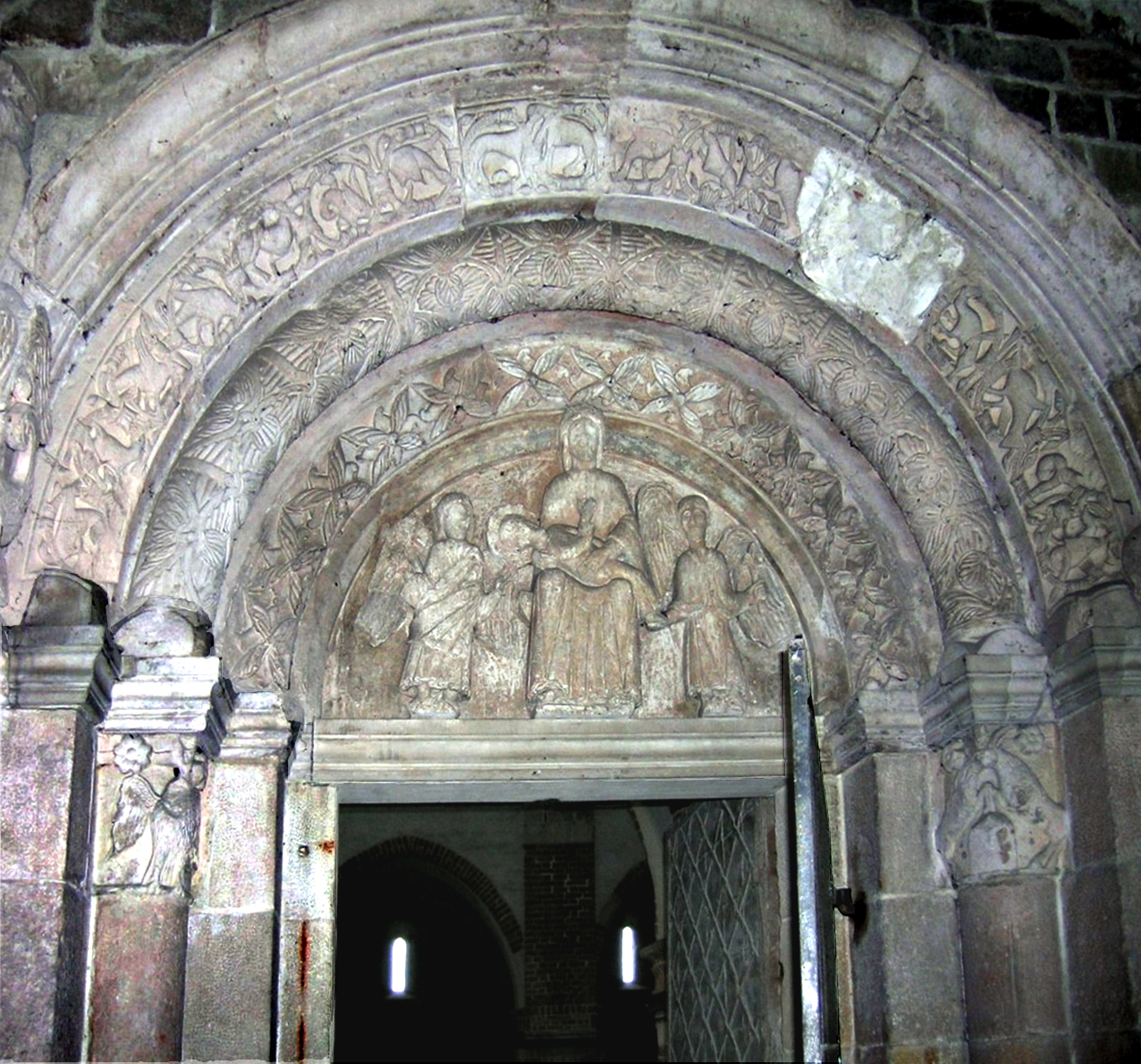
Tímpano románico del portal sur
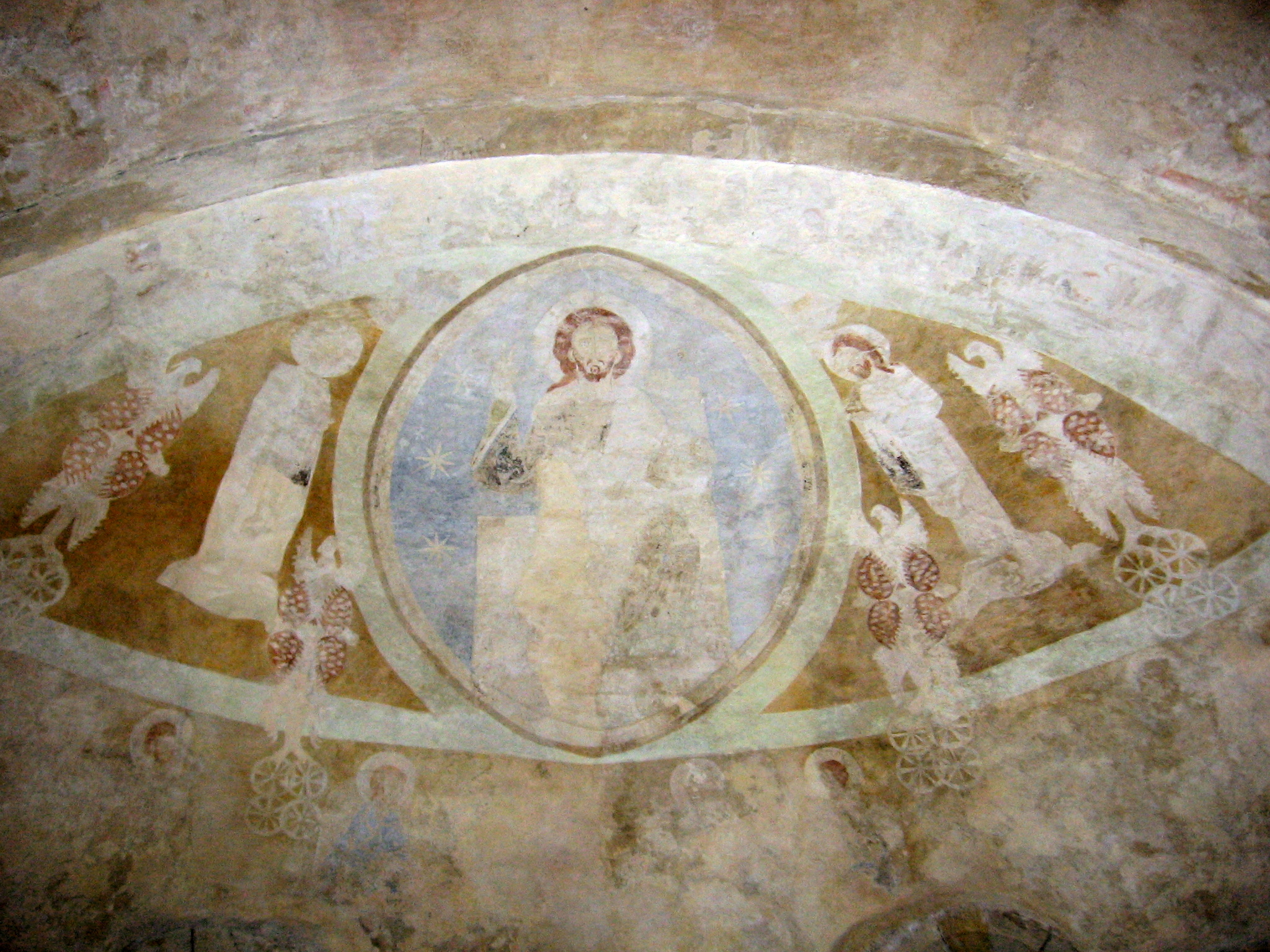
Pinturas polícromas del siglo XII en el ábside occidental
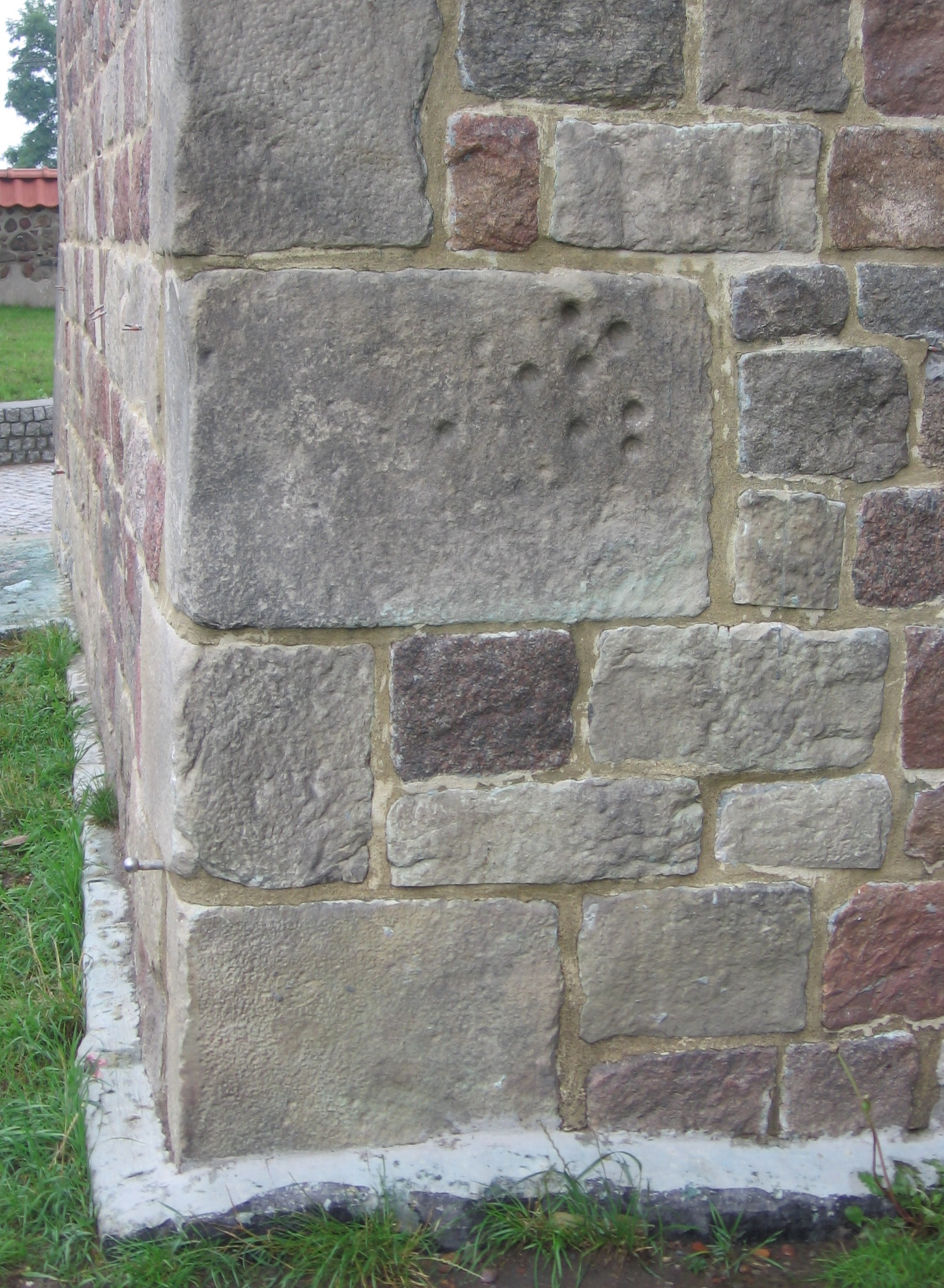
Tras el diablo Boruta en la pared de la torre
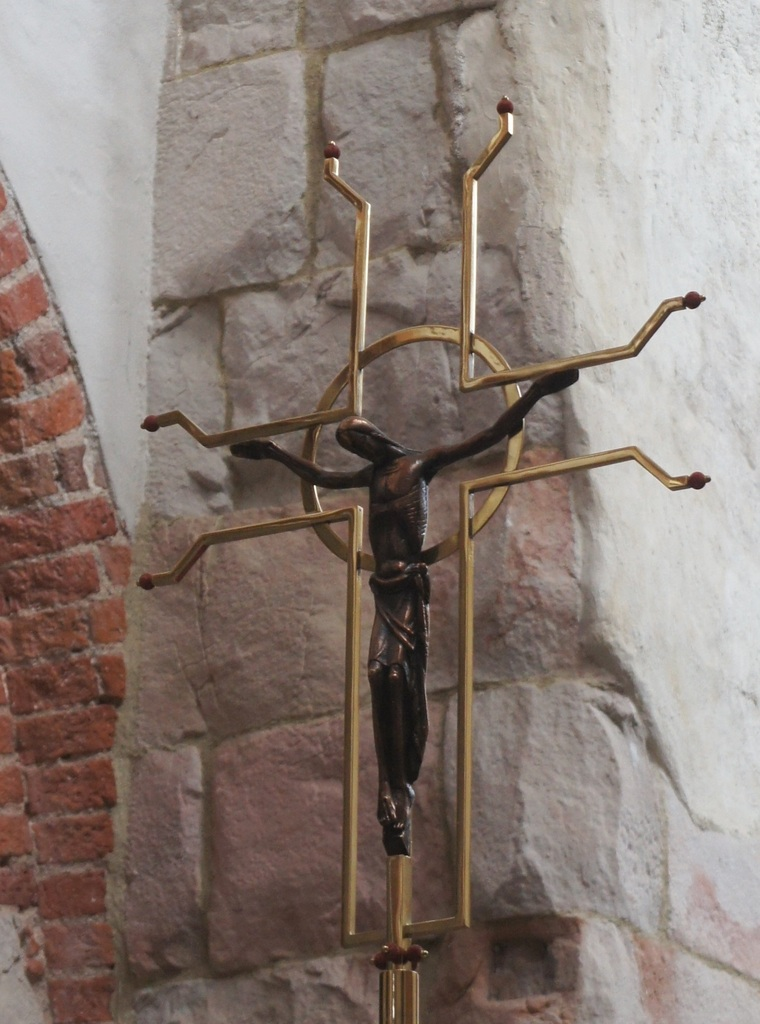
Crucifijo (proj. J. Gosławski, 1943)